# ジョージ・クルック
ジョージ・クルック（英: George Crook、1828年9月8日-1890年3月21日）は、アメリカ陸軍の職業軍人であり、南北戦争とインディアン戦争での傑出した働きで最も著名である。

## 初期の経歴
クルックはオハイオ州テイラーズビル（今日のデイトン近く）に近い農園で、トマスとエリザベス・マシューズ・クルック夫妻の息子として生まれた。連邦議員ロバート・シェンクに陸軍士官学校入学を指名され、1852年に卒業したが、成績は同期の最下位近くだった。名誉少尉として第4アメリカ歩兵連隊配属となり、1852年から1861年までカリフォルニア州で勤務した。オレゴン州やカリフォルニア北部で勤め、幾つかの先住民種族と戦った。1857年のピット川遠征隊を率い、幾つかの戦闘の一つでインディアンの矢で重傷を負った。現在のカリフォルニア州クラマスにターワー砦を築いた。1856年に中尉、1860年に大尉に昇進した。1861年に東部勤務を命ぜられ、第36オハイオ志願歩兵連隊の大佐になった。
クルックはバージニア州出身のメアリー・タプスコット・デイリーと結婚した。

## 南北戦争

### 初期の従軍
南北戦争が始まると、第36オハイオ志願歩兵連隊の大佐に任官され、バージニア州西部でこの部隊を率いた。1862年9月7日に准将に昇進した。メリーランド方面作戦ではカノーハ師団（ポトマック軍第9軍団に付設）のオハイオ連隊からなる1個旅団を指揮した。サウス山の戦いやアンティータムの戦いに参戦した。部下の一人だった第23オハイオ歩兵連隊のラザフォード・ヘイズとは終生続く友情を培った。
クルックは1863年9月のチカマウガの戦いでカンバーランド軍の1個騎兵師団を指揮し、その後カノーハ師団長として東部戦線に戻った。

### 南西バージニア
1864年春の作戦開始にあたり、ユリシーズ・グラント中将は大小取り混ぜあらゆる前線で北軍の前進を命じた。グラントはクルック准将にはウェストバージニア州チャールストンの冬季宿営所に派遣し、リッチモンドとテネシー州ノックスビルや南西部とを繋ぐ主要幹線であるバージニア・アンド・テネシー鉄道への攻撃を行い、バージニア州ソルトビルにある南軍の製塩工場破壊を命じた。
この時35歳のクルックはバージニア州シティポイントの軍本部に出頭し、そこでグラントが任務を直に説明した。クルックのカノーハ師団はチャールストンの140マイル (220 km)南、ダブリンまで進軍しそこの鉄道を攻撃するよう指示された。ダブリンでは鉄道を使えなくし、南軍の軍事施設を破壊することになっていた。続いて数マイル東にあるニュー川に架かる鉄道橋を破壊することとされた。製塩工場の破壊と共にこれらの行動が成し遂げられれば、クルック隊は東に行軍し、その間にシェナンドー渓谷を南に進軍しているはずのフランツ・シーゲル少将の部隊と合流することとされた。
兵士達は何ヶ月にもわたる退屈な守備兵任務の後で戦える準備ができていた。クルックはその任務の性格や目標を明かさなかったが、あらゆる兵士が何か重要なことが始まろうとしていることを感じていた。第2旅団の指揮官ラザフォード・ヘイズ大佐は「全ての行動が早い行動を指し示している」とその日記に記した。
1864年4月29日、カノーハ師団はチャールストンを出て南に向かった。クルックはウィリアム・W・アブレル准将の部隊を西のソルトビルに派遣し、9個歩兵連隊、7個騎兵連隊および15門の大砲、総勢約6,500名を3個旅団に編成してダブリンに向けて進んだ。その春のウェストバージニア田園は美しかったが、山岳地の行軍は困難さを伴った。道は狭く急であり、春の雨のために踏みつける足が道路をぬかるみに変えたので速度が鈍くなった。幾つかの場所ではクルック隊の工兵が流出した所に橋を架けてから前進しなければならなかった。
部隊は5月2日にファイエットに到着し、その後ローリー・コートハウスやプリンストンを通過した。5月8日の夜、部隊はダブリンの10マイル (16 km)北、シャノン橋で宿営した。
ダブリンの南軍は直ぐに敵が接近していることに気が付いた。その指揮官ジョン・マコーズランド大佐はその1,100名の部隊の撤退に備えたが、輸送手段が到着する前に、アルバート・G・ジェンキンス准将からの伝令が二人の部隊でクルック隊の進軍を止めるようジョン・ブレッキンリッジ将軍から命令されたと伝えた。ジェンキンスとマコーズランドの連合部隊は2,400名になった。上級士官であるジェンキンスが指揮を執った。
クルックは5月9日の朝に宿営を畳むと、南のクロイズ山の山脚頂上に部隊を移動させた。北軍の前には険しい深い森の斜面と底部の広さが400ヤード (360 m)の牧草地があった。牧草地の向かい側はもう一つの山脚がせり上がっており、そこに急ごしらえの防塞の背後でジェンキンス隊が待ち構えていた。
クルックはカー・B・ホワイト大佐の第3旅団を森を抜けて敵軍右へ側面攻撃を掛けるよう派遣した。午前11時、ヘイズの第1旅団とホレイショ・G・シッケルの第2旅団に斜面を降りて牧草地の端まで移動させ、そこでホワイト旅団の銃声を聞けば直ぐに南軍に正面攻撃を掛けるよう命じた。
前の斜面は大層急だったので士官達は馬を下り徒歩で降りなければならなかった。クルックは攻撃を先導するはずのヘイズの旅団と共に行動した。長く心配な待ち時間の後で、ヘイズは遂にその左方で砲声を聞き、兵士を率いて牧草地を緩り進み出て南軍のマスケット銃や大砲の砲火の中に進んだ。クルックはそれを「ゴーリング」（苛立たせる）と呼んだ。その速度は敵陣に近付くにつれて速くなったが、上り坂に差し掛かる直ぐ前に腰の深さの小川に出くわした。この障害ではほとんど遅れることもなく、北軍の歩兵は丘に駆け上がり南軍防衛兵に接近戦を挑んだ。
この小川で問題に直面したのはクルック将軍只一人だった。クルックは馬から降りて、まだ乗馬用の高い長靴を履いており、流れに踏み込んだときに長靴が水で満たされ潜り込んだ。近くにいた兵士が指揮官の腕を掴んで向こう岸へ引き上げた。
北軍兵が荒削りの南軍防衛兵に接近すると荒々しい白兵戦が起こった。南部兵は追い込まれ再結集を図ろうとして再度突破されて、丘を越えてダブリンの方向へ撤退した。
北軍兵は数百の南軍兵を取り囲んで捕虜にし、負傷して倒れていたジェンキンス将軍も捕獲した。この時点で北軍の規律が動揺し、逃亡する敵兵を組織的に追撃できなかった。クルックは興奮と激しい行動のために気を失ってしまい指揮力を発揮できなかった。
ヘイズ大佐は冷静さを保ち、戦勝の場に屯する兵士の中から約500名を編成した。この即席の部隊でヘイズは南軍兵の直ぐ後を追いかけた。
クロイズ山の戦いが続いている間に、ダブリン駅に列車が入り、ソルトビルでアブレル隊を破ってきたばかりのジョン・ハント・モーガン将軍の新鮮な騎兵隊500名を吐き出した。この新着部隊が戦場に急行し、クロイズ山から撤退してくる僚友に会った。この援兵が壊走を止めたが、ヘイズ大佐は前に現れた部隊の勢力を知らぬままに、即座に部隊兵に「悪魔のように叫べ」と命じ、敵兵に突入させた。数分の間にクルック将軍が師団の残りを連れて到着し、南軍は敗れて逃走した。
クロイズ山では北軍に688名の損失を出し、南軍は583名が戦死、負傷および捕虜となった。
クルックは抵抗もなくダブリンにその部隊を移動させ、鉄道や軍需補給所を破壊した。1隊は東方に派遣して線路を剥がし枕木を燃やさせた。翌朝主力部隊は次の目的地、数マイル東で鉄道の重要な地点ニュー川橋に出発した。
この時マコーズランド大佐が指揮していた南軍は橋を守るためにニュー川の東岸で待機した。クルック師団は西岸で停止し長い無益な砲撃戦が続いた。クルックは南軍の大砲からの危険性がほとんど無いことを見て取り、橋の破壊を命じた。両軍は橋の構造が川に落ちていく雄大な眺めを畏敬の念で眺めていた。マコーズランドはそれ以上北軍に抵抗する資源も無かったのでそのボロボロになった部隊を東方に退かせた。
クルック将軍は大きな略奪をしようにも適していない地帯で物資が乏しくなっており、2つ目の命令である東のシェナンドー渓谷に向かってシーゲル隊と合流することに思い至った。ダブリンでは、ロバート・E・リー将軍が荒野の戦いでグラント軍をひどく打ちのめしたという不確実な報告を傍受し、南軍の指揮官がはるかに優勢な敵軍をもってクルック隊にすぐにでも迫って来るのではないかと考えるようになった。
クルックはバージニア・アンド・テネシー鉄道を破壊するという主要な任務の部分を完遂していたので、その部隊を北に向かわせ、骨の折れる行軍の後でウェストバージニア州ミードウブラフの北軍基地に到着した。

### シェナンドー渓谷
その年の8月、クルックはウェストバージニア方面軍を指揮し、その部隊はフィリップ・シェリダン少将のシェナンドー軍に属した。クルックは1864年のバレー方面作戦にその軍団を率い、オペクォンの戦い（第三次ウィンチェスターの戦い）、フィッシャーズヒルの戦いおよびシーダークリークの戦いに参戦した。10月21日、クルックは志願兵の少将に昇進した。
1865年2月、クルック将軍はメリーランド州カンバーランドで南軍の襲撃隊に捕まり、1ヵ月後の捕虜交換までリッチモンドで戦争捕虜になっていた。その後アポマトックス方面作戦ではポトマック軍の1個騎兵師団を指揮した。

## インディアン戦争

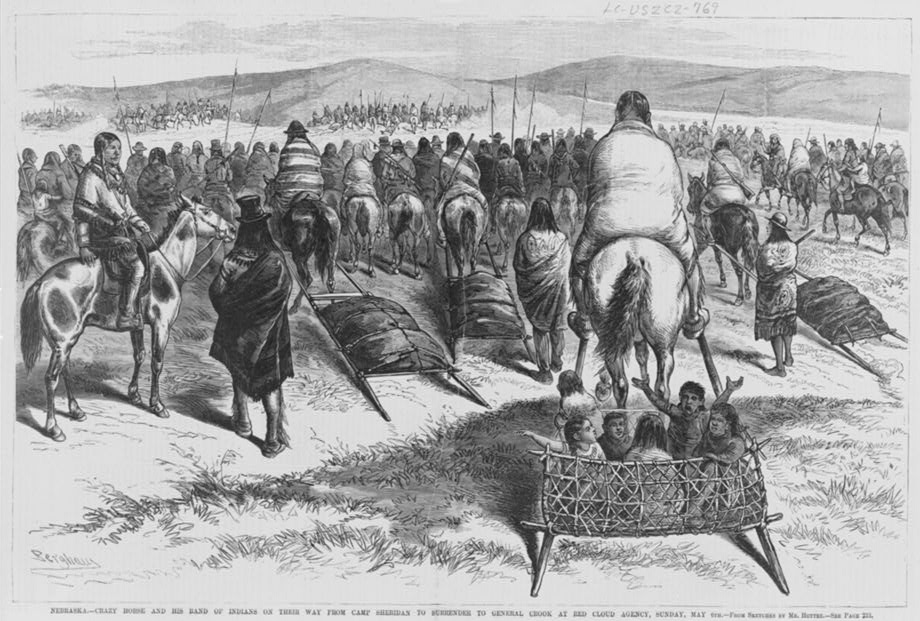
レッド・クラウド・インディアン局でクルック将軍に降伏するため、キャンプ・シェリダンから移動するクレイジー・ホースとその一党（オグララ・ラコタ族）

南北戦争が終わったとき、クルック将軍は正規軍の少将に名誉昇進したが、恒久的階級として中佐に戻され、第23歩兵連隊と共に太平洋岸北西部で辺境任務に就いた。パイユート・インディアンに対する作戦を実行し、そのことでユリシーズ・グラント大統領に認められた。グラントはクルックをアリゾナ準州の指揮官に据えた。クルックはアパッチ族の斥候を使ってクーチシュ酋長が率いるアパッチ族インディアンを居留地に移動させることに成功した。1872年、アリゾナ準州が平和になり、クルックは正規軍の准将に指名されたが、この昇進は将軍への昇進を待っていた幾人かの大佐達に越えるものであり彼らを怒らせることになった。クルックは1876年から1877年にかけての大スー族戦争でスー族と戦った。ローズバッドの戦いでラコタ族と戦った。
1875年から1882年はネブラスカ州ノースオマハにあるオマハ砦を本部とするプラット方面軍の指揮官となった。この期間の1879年、スタンディングベア隊クルック事件の裁判でポンカ族や先住民の権利のために発言した。この年にクルックの家、現在はクルック将軍の家と呼ばれているものが完成した。
1882年までにクルックはアリゾナでの指揮に戻った。アパッチ族がジェロニモ酋長の指揮の下にアメリカ陸軍に対して再び武器を取っていた。クルックは何度もアパッチ族を降伏させようとしたが、ジェロニモは逃亡した。アパッチ族は尊敬の印としてクルックに「ナンタンルパン」と渾名をつけたが、これは「灰色のキツネ」を意味していた。ネルソン・A・マイルズがクルックに変わってアリゾナの指揮を執り、アパッチ戦争を終わらせた。このときマイルズはジェロニモ、チリカーワ・アパッチ族およびアメリカ陸軍に仕えるチリカーワ族の斥候をフロリダ州に追放させた（クルックは自分達の種族に反抗して誠実にアメリカ軍に仕えた斥候たちが同じように扱われたことを怒りショックを受けて、ワシントンに多くの抗議文を電報で送った）。クルックはインディアン戦争で長い間作戦に関わった後、しっかりと恒久的少将の階級に昇進し、グロバー・クリーブランド大統領は1888年にクルックを「ミズーリ軍事地区軍」指揮官に据えた。
クルックは1886年から1888年までオマハで再びプラット方面軍指揮官を務めた。クルックがそこに居る間、画家のハーバート・A・コリンズがクルックの肖像画を描いた。
クルックはその晩年、以前は敵対者であったインディアンの不公正な待遇について発言した。クルックはシカゴでミズーリ地区軍の指揮官を務めている時に急死した。当初はメリーランド州オークランドに埋葬されたが、1898年11月11日にアーリントン国立墓地第2地区に移された。
オグララ・ダコタ族（スー族）戦争指導者のレッド・クラウドはクルックが死んだときに、「彼は少なくとも我々に嘘をついたことは無かった。彼の言葉は我々に希望を与えた。」と語った。

## 記念

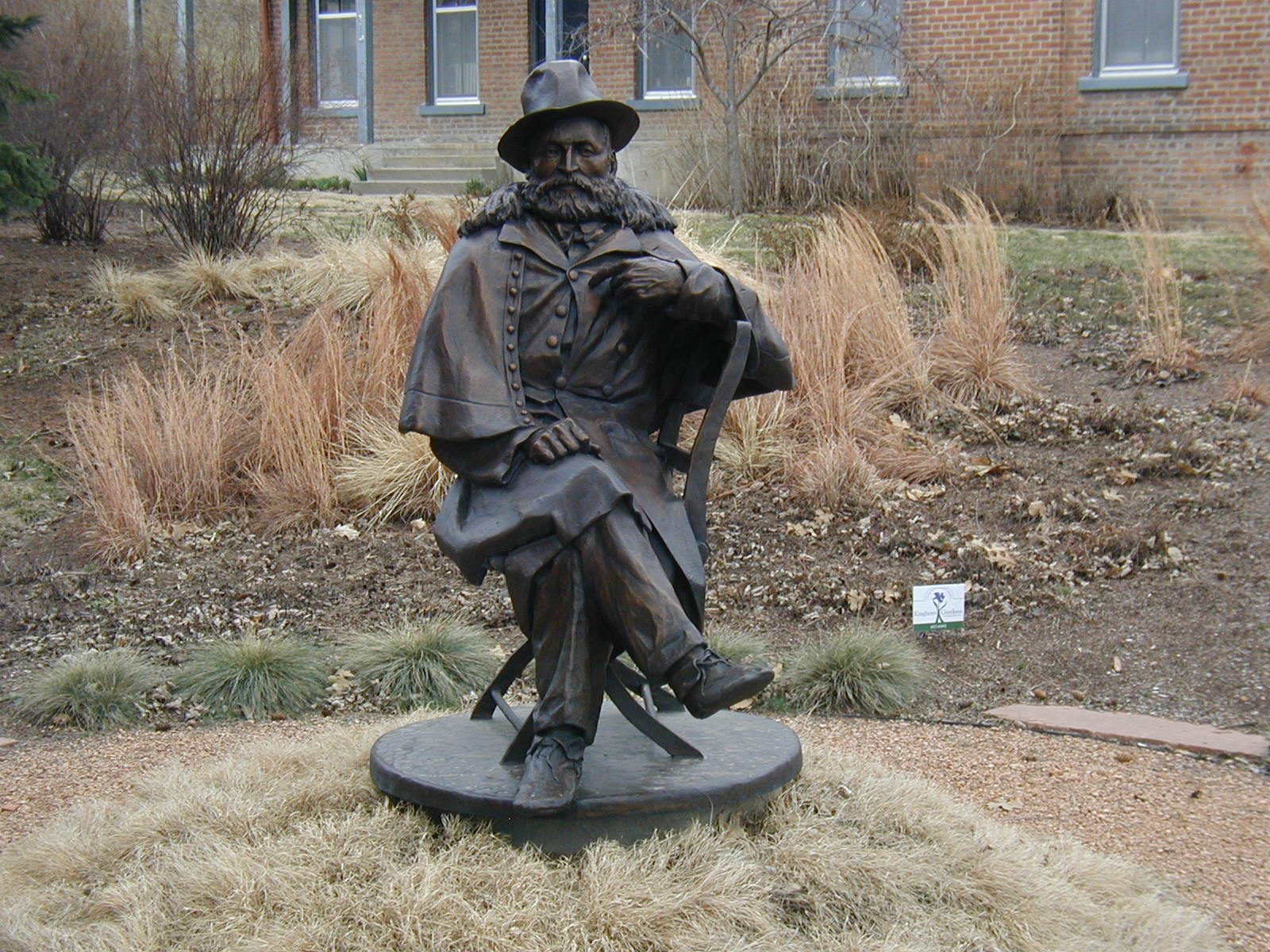
オマハ砦のクルック将軍の家にあるクルック将軍の銅像

ワイオミング州クルック郡とオレゴン州のクルック郡およびコロラド州クルック町はジョージ・クルックに因んで名付けられ、アーリントン国立墓地のクルック歩道はジョージ・クルックの墓所近くにある。ワーナー山脈にあるレイクカウンティ・オレゴンのクルック峰（標高7,834フィート (2,388 m)）はクルックに因んで名付けられた。この峰はパイユート族インディアンを屈服させるためにクルックが築いたキャンプ・ワーナー（1867年-1874年）の近くにある。
クルック砦（1857年-1869年）はカリフォルニア州グレンバーン近くのアメリカ軍基地であり、インディアン戦争の間に使われ、後に南北戦争の時にはサンフランシスコの防衛に使われた。当時クルックがそこで負傷し快復したので、第1竜騎兵隊ジョン・W・T・ガーディナー大尉がクルック中尉のために名付けた。カリフォルニア州の歴史標識355号はシャスタ郡のその地にある。クルック砦（1890年-1946年）はネブラスカ州ベルビューのアメリカ軍補給所であり、当初はグレートプレーンズにおける対インディアン紛争のための派遣所として使われ、後にアメリカ陸軍航空隊第61気球中隊の基地となった。そこは西部における対インディアン作戦で多くの成功を収めたクルック准将に因んで名付けられた。クルック砦と呼ばれたこの場所は現在ネブラスカ州オファット空軍基地の一部になっている。
第1騎兵師団第3旅団連隊戦闘団はクルックに因んで「グレイウルフ」（灰色のオオカミ）という渾名があるが、これはクルックにアパッチ族がつけた「灰色のキツネ」が奇妙に変化したものである。ココニノ国立森林にある林道300号は「クルック将軍の道」と名付けられ、クルック将軍が中央アリゾナでベルデ砦からホィップル砦まで目印をつけた道の一部となっている。クルックの親友で北軍時代の僚友、ラザフォード・ヘイズ大統領はその上官に敬意を表して息子の一人にジョージ・クルック・ヘイズと名付けた。
ネブラスカ州オマハのオマハ砦にあるクルック将軍の家もクルックに因んで名付けられたものであり、クルックはそこに住んだ唯一のプラット方面軍指揮官である。

## 大衆文化の中で
テレビのシリーズ物『デッドウッド』の中でクルックはピーター・コヨーテが演じている。1993年の映画『ジェロニモ：アメリカの伝説』ではジーン・ハックマンが演じた。